# مهمانی چای بوستون

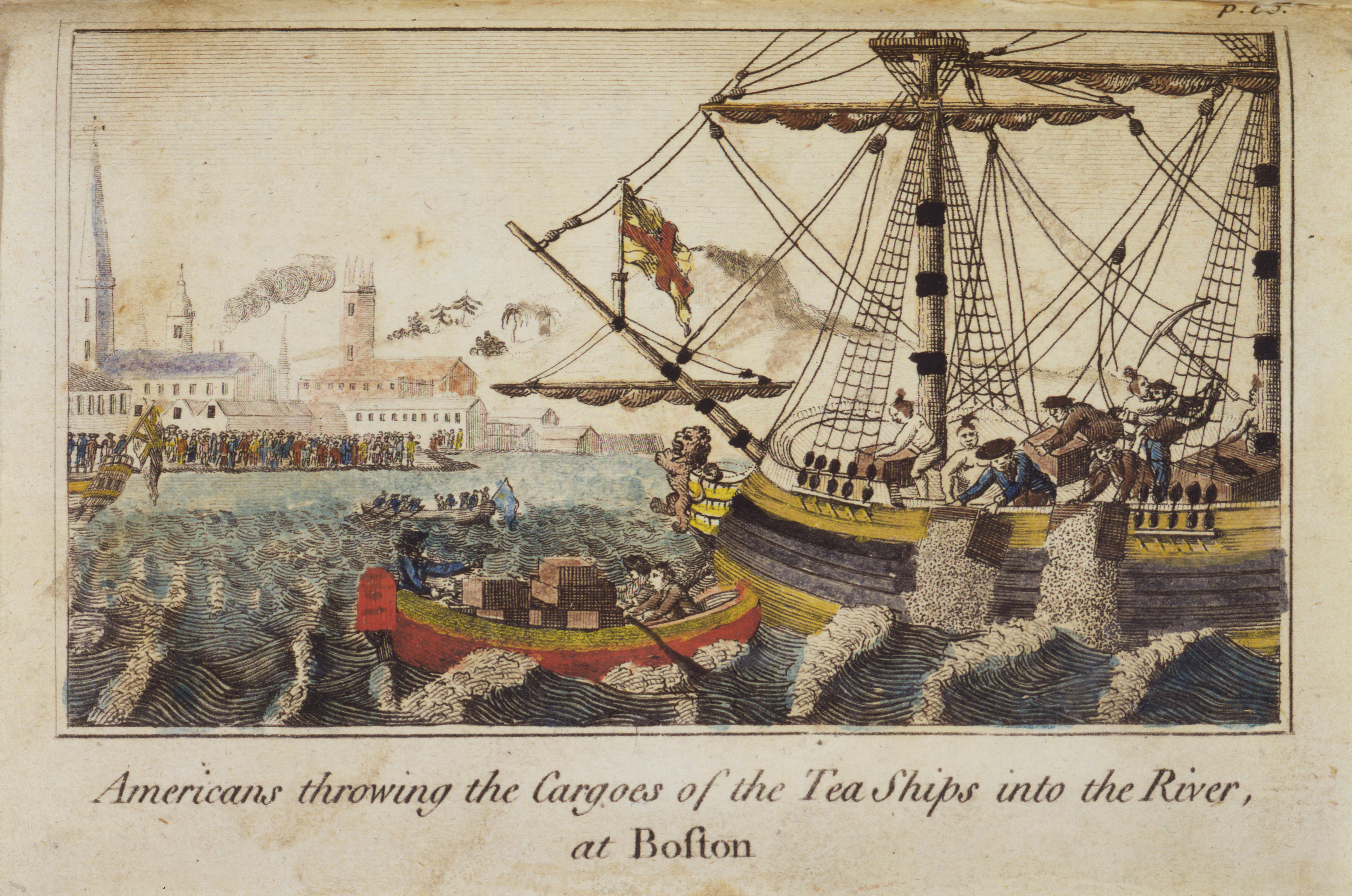
به دریا ریختن چای انگلیس ها توسط آمریکاییان

جنبش چای بوستون (به انگلیسی: Boston Tea Party) یک اعتراض علنی توسط برخی از مستعمرات سیزده‌گانه علیه قوانین جرج سوم پادشاه بریتانیای کبیر بود.
این حادثه در تاریخ ۱۶ دسامبر ۱۷۷۳ رخ داد. پادشاهی بریتانیا کبیر تقریباً بر روی همه چیز از جمله چای مالیات سنگینی بسته بود. بازرگانان که نمی‌توانستند خود را قانع کنند که این مالیات را بپردازند چای‌ها را به آب ریختند. استدلال آنها این بود که وقتی ما نماینده در دولت محلی نداریم مالیات هم نمی‌پردازیم.
همچنین گروهی از افراد به نام پسران آزادی به شکل و شمایل سرخ‌پوستان درآمده و شبانه وارد کشتی‌های حامل چای انگلستان شدند و تمامی محموله آن را به دریا ریختند که این مسئله رسوایی بزرگی برای دولت انگلستان به شمار می‌رفت.
این کار، دولت دست نشاندهٔ محلی را بسیار عصبانی کرد. این اتفاق از جمله مهمترین عوامل جنگ‌های انقلابی در ایالات متحده بود.
از عواقب این واقعه، قوانین تحمل‌ناپذیر سال ۱۷۷۴ را می‌توان نام برد.